# Балтазар Форстер
Балтазар Йоганнес Форстер — державний і політичний діяч ПАР.

## Життєпис
Народився 13 грудня 1915 р. в м. Джеймстаун на сході Капу в сім'ї фермера-африканера. Закінчив Стелленбоський університет за спеціальністю право. Під час 2-ї світової війни виступав за співробітництво з нацистською Німеччиною, в 1942—1944 був інтернований, перебував у таборі для прогітлерівських елементів. В 1961—1966 рр. — міністр юстиції, поліції і тюрем в уряді Г.Фервурда. З 13 вересня 1966 по 2 жовтня 1978 — прем'єр-міністр Південної Африки, з 10 жовтня 1978 по 4 червня 1979 — президент ПАР. Помер 10 вересня 1983 р.